# سيرجيو رينا
سيرجيو رينا (بالإسبانية: Sergio Reina) (26 يناير 1985 في كولومبيا - ) هو لاعب كرة قدم كولومبي في مركز الدفاع. لعب مع أمريكا دي كالي وزاغويمبيه لوبين ونادي كارتاهينيس وPatriotas Boyacá ‏ وأتلتيكو كالي ونادي أياكوتشو و ونادي بلومينغ.

## وصلات خارجية
- سيرجيو رينا على موقع قاعدة بيانات كرة القدم.إي يو (الإنجليزية)
- سيرجيو رينا على موقع Soccerway.com (الإنجليزية)